# Drama (kanał telewizyjny)
U&Drama – brytyjski kanał telewizyjny, dostępny również w Irlandii, należący do sieci UKTV, w której 50% udziałów posiada BBC Worldwide. Został uruchomiony 8 lipca 2013 roku, zastępując posiadający zupełnie inne profil programowy kanał Blighty. 
Drama jest kanałem tematycznym koncentrującym się na brytyjskich serialach, od lat 70. XX wieku do czasów współczesnych. Wbrew nazwie stacji, nie są to tylko seriale dramatyczne (obyczajowe), ale również kryminalne czy komediowe. Głównym źródłem treści dla kanału, podobnie jak dla całej sieci UKTV, są archiwa BBC. Stacja dostępna jest w Wielkiej Brytanii i Irlandii w sieciach kablowych i na platformach cyfrowych. W Zjednoczonym Królestwie można ją również odbierać bezpłatnie, w cyfrowym przekazie naziemnym.